# Pouxeux
Pouxeux é uma comuna francesa na região administrativa do Grande Leste, no departamento de Vosges. Estende-se por uma área de 14.36 km². Em 2010 a comuna tinha 2 028 habitantes (densidade: 141,2 hab./km²).